# حادثه کوسوکو
حادثه کوسوکو (به ژاپنی: 薬子の変، Kusuko no Hen)، تغییر سیاسی بود که در اوایل دوره هی‌آن رخ داد، در سال ۸۱۰، پنجاه و دومین امپراتور امپراتور ساگا و امپراتور سابق پنجاه و یکمین امپراتور امپراتور هی‌زی در مخالفت با یکدیگر درآمدند، اما طرف ساگا به سرعت نیروهای کافی برای حل و فصل مناقشه را جمع کرد. امپراتور هی‌زی در سال ۸۰۶ (سال اول دایدو) بر تخت نشست، تنها پس از سه سال از سلطنت کنار رفت و «امپراتور بازنشسته هی‌زی» شد و در سال ۸۰۹ (سال چهارم دایدو) برادر کوچکترش، امپراتور. امپراتور ساگا، بر تخت نشست. با این حال، فوجیوارا نو کوسوکو، بانوی درباری که توسط امپراتور بازنشسته هی‌زی مورد علاقه بود و برادر بزرگترش، فوجیوارا نو ناکاناری، به مقام‌های درباری منصوب شدند. درگیری بین امپراتور بازنشسته هی‌زی و ساگا عمیق‌تر شد و در نهایت به نقطه درگیری مسلحانه رسید. حادثه کوسوکو ظاهراً درگیری بین امپراتور بازنشسته و امپراتور بر قدرت نشسته بود، اما در پشت صحنه خاندان فوجیوارا شیکی نقش اصلی را ایفا می‌کردند.
معشوقه امپراتور هی‌زی، فوجیوارا نو کوسوکو و برادر بزرگترش سانگی (ژاپن) فوجیوارا نو ناکاناری برای این حادثه مجازات شدند.
این حادثه در ابتدا توسط خود فوجیوارا نو کوسوکو رخ داده بود، و بنابراین در سال‌های اخیر، این حادثه به نام «حادثه کوسوکو» شناخته می‌شود. این حادثه به دلیل اختلاف در مورد تقسیم قدرت بین امپراتور بر تخت و امپراتور بازنشسته (دایجو تننو) تحت سیستم ریتسوریو ایجاد شد. از سال ۲۰۰۳، برخی از کتاب‌های درسی دبیرستان ژاپن شروع به اشاره به این حادثه به عنوان حادثه امپراتور بازنشسته هی‌زی کرده‌اند.

## نقش فوجیوارا نو کوسوکو
فوجیوارا نو کوسوکو در خاندان فوجیوارا شیکی به عنوان دختر فوجیوارا نو تانتسوگو به دنیا آمد.
خاندان فوجیوارا شیکی توسط فوجیوارا نو اوماکای، سومین پسر فوجیوارا نو فوهیتو، که در تعیین پایتخت به هیجو-کیو، نقش اساسی داشت، همچنین قانون تایهو ریتسوریو اولین سیستم حقوقی کامل ژاپن توسط او تدوین شد، خانواده ای که توسط چهار فرزند فوجیوارا فوهیتو ایجاد شد به چهار خاندان تقسیم شد:
1. خاندان فوجیوارای جنوبی
2. فوجیوارا هوکه
3. خاندان فوجیوارا شیکی
4. خاندان فوجیوارا کیو

پدر فوجیوارا نو کوسوکو، تانتسوگو فوجیوارا، مردی بود که وقتی پنجاهمین امپراتور، امپراتور کانمو، پایتخت را از هیحو-کیو به ناگائوکا-کیو منتقل کرد، برای ساختن پایتخت سخت تلاش کرد، اما توسط مخالفان این حرکت ترور شد. پس از مرگ فوجیوارا تانتسوگو، فوجیوارا نو کوسوکو با فوجیوارا نو تانوشی، یکی از اعضای همان خاندان فوجیوارا شیکی ازدواج کرد و صاحب سه پسر و دو دختر شد سپس، دختر بزرگش نزد ولیعهد امپراتور کانمو، «شاهزاده امپراتوری آتنو» (که بعدها امپراتور بازنشسته هی‌زی شد) فرستاده شد و همراه با زایمان دخترش، او به عنوان ندیمه به کاخ خدمت کرد.

### معشوقه امپراتور
زمانی که کوسوکو به دربار به سر می‌برد، لطف ولیعهد که بعداً امپراتور هی‌زی شد، را به دست آورد و معشوقه او شد. او نایشی-نو-کامی شد و وارد سیاست دربار شد. فوجیوارا نو کوسوکو به عنوان ندیمه دخترش وارد کاخ توگو (کاخی که ولیعهد در آن زندگی می‌کرد) شد، اما در نهایت با همسر دخترش، شاهزاده آندونو (هی‌زی)، رابطه نامشروع برقرار کرد. رابطه بین این دو خشم پدر شاهزاده امپراتوری آندونو، امپراتور کانمو را برانگیخت و فوجیوارا نو کوسوکو مجبور به ترک کاخ امپراتوری شد. با این حال، هنگامی که شاهزاده امپراتوری آندونو به عنوان امپراتور هی‌زی در سال ۸۰۶ بر تخت نشست، کوسوکو به کاخ امپراتوری بازگشت. او یکی پس از دیگری مناصب بالایی را به دست آورد که از نایشینوسوکه (دومین رتبه برتر در بین خانم‌های دربار) شروع شد و به دنبال آن نایشی نو کامی (بالاترین رتبه در بین خانم‌های دربار) ختم ش و لطف امپراتور هی‌زی را در انحصار خود درآورد. او همراه با، برادر بزرگتر خود فوجیوارا نو ناکاناری در دربار قدرت و نفوذ بسیاری به دست آورد.

## بیماری هی‌زی
امپراتور هی‌زی در سال ۸۰۶ (سال اول دایدو) بر تخت نشست، تنها پس از سه سال از سلطنت کنار رفت و در آوریل ۸۰۹ (سال چهارم دایدو) «امپراتور بازنشسته هی‌زی» شد. متعاقباً، برادر کوچکتر امپراتور هی‌زی، امپراتور ساگا، بر تخت نشست. از آنجایی که امپراتور ساگا به جای پسر خود، پسر امپراتور بازنشسته هی‌زی، شاهزاده امپراتوری تاکائوکا را به عنوان ولیعهد منصوب کرد، رابطه بین امپراتور بازنشسته هی زی و امپراتور ساگا تا زمانی که امپراتور ساگا بر تاج و تخت نشست، خوب بود. امپراتور بازنشسته هی‌زی تنها پس از سه سال به دلیل سلامتی خود، تاج و تخت را به امپراتور ساگا واگذار کرد. با این حال، حدود نوامبر ۸۰۹، شش ماه پس از کناره‌گیری از سلطنت، وضعیت امپراتور بازنشسته هی‌زی بهبود یافت. برعکس، از حدود ژانویه سال بعد، ۸۱۰، امپراتور ساگا شروع به بیمار شدن کرد. فوجی‌وارا نو کوسوکو و برادر بزرگ‌ترش فوجی‌وارا ناکاناری، که در ابتدا با کناره‌گیری مخالفت کرده بودند، نقشه‌ای را برای به تخت نشستن امپراتور بازنشسته هی‌زی طراحی کردند. با تقویت نفوذ امپراتور بازنشسته هی‌زی، طرف امپراتور ساگا محتاط شد. گفته می‌شود که رابطه بین این دو امپراتور در همین زمان شروع به بدتر شدن کرد.

## تشدید درگیری
در دسامبر ۸۰۹ (دایدو ۴) امپراتور بازنشسته هی‌زی به هیجو-کیو، پایتخت قدیمی نقل مکان کرد و در ژوئن ۸۱۰ (دایدو ۵) به عنوان کانساتسوشی منصوب شد لغو شد و سانگی (یکی از مناصب رسمی دایجوکان، بالاترین ارگان دربار امپراتوری) احیا شد. اعتقاد بر این است که این اقدامی بود برای تقویت بیشتر قدرت امپراتور بازنشسته هی‌زی برای نشان دادن به اطرافیانش که می‌تواند تغییرات مهمی ایجاد کند. در پاسخ به اقدامات امپراتور بازنشسته هی‌زی، امپراتور ساگا «کورودو دوکورو» (Kurododokoro) را تأسیس کرد و فوجیوارا نو فویوتسوگو از فوجیوارا هوکه به عنوان رئیس «کورودو دوکورو» منصوب شد و قدرت او را افزایش داد. «کورودو دوکورو» یک اداره دولتی بود که اسناد محرمانه را مدیریت می‌کرد و هدف آن جلوگیری از افشای اطلاعات به امپراتور بازنشسته هی‌زی بود.
امپراتور بازنشسته هی‌زی، که در پایتخت سابق هیجو-کیو مستقر بود، و امپراتور ساگا، که در هی‌آن-کیو مستقر بود، عملاً در حالت درگیری بین دو امپراتور قرار گرفتند.

## حادثه کوسوکو
حادثه کوسوکو «حادثه امپراتور بازنشسته هی‌زی» نیز نامیده می‌شود. هی‌زی از برخی تغییرات ساگا ناراضی بود و از موقعیت فوجیوارا به عنوان نایشی-نو-کامی (بالاترین مقام زنان درباری) برای صدور احکام امپراتوری استفاده کرد، زیرا او می‌خواست به سطح قدرت در زمانی که امپراتور بود برگردد. در سپتامبر ۸۱۰، امپراتور بازنشسته هی‌زی، با تشویق فوجیوارا نو کوسوکو، سرانجام انتقال پایتخت به هیجو-کیو را اعلام کرد. امپراتور ساگا از انتقال پایتخت به امپراتور بازنشسته ههی‌زی امتناع ورزید و هیجو-کیو را محاصره کرد، بنابراین امپراتور بازنشسته هی‌زی ارتش تشکیل داد. امپراتور ساکانواوئه نو تامورامارو را فرستاد تا سعی کند اوضاع را آرام کند. امپراتور بازنشسته هی‌زی با فوجیوارا نو کوسوکو لشکرکشی کردند، اما آنها برای دفاع از دربار امپراتوری در وضعیت مناسب نبودند، بنابراین تسلیم شد و به هیجو-کیو بازگشت. به لطف واکنش سریع امپراتور ساگا، حادثه کوسوکو، که در آن امپراتور بازنشسته هی‌زی ارتش تشکیل داد، به یک درگیری مسلحانه تبدیل نشد و به عنوان یک درگیری داخلی در دربار امپراتوری پایان یافت. پس از آن، فوجیوارا نو کوسوکو و دستیاران نزدیکش به دلیل همدستی در حادثه کوسوکو مجازات شدند، از جمله خلع مناصب رسمی و تنزل رتبه انجام شد. در میان آنها، فوجیوارا نو ناکاناری به مجازات شدید اعدام محکوم شد و خواهرش فوجیوارا نو ساکوکو تبعید شد. امپراتور بازنشسته هی‌زی سر خود را تراشید و تا پایان عمر زندگی کرد، اما فوجیوارا نو ساکوکو با مصرف سم خودکشی کرد.
پس از حل و فصل این حادثه، امپراتور ساگا دستور داد که با افراد درگیر با ملایمت رفتار شود، ولیعهد تاکائوکا از ارث برده شد و ساگا برادر کوچکتر خود شاهزاده اوتومو، درآینده امپراتور جونا را به عنوان ولیعهد منصوب کرد. هنگامی که هی‌زی در سال ۸۲۴ درگذشت، ساگا که تا آن زمان از سلطنت کناره‌گیری کرده بود، از جانشین خود جونا خواست تا افراد مجرم را عفو کند. راهب کوکای که در طول این حادثه برای طرف امپراتور ساگا دعا کرده بود، همچنین توانست از این موفقیت به عنوان فرصتی برای ارتقای خود به عنوان شخصیت برجسته بودایی در ژاپن استفاده کند.

## تأثیر حادثه کوسوکو بر تاریخ
موقعیت امپراتور بازنشسته کاهش یافت و سامورایی‌ها به قدرتی در سایه تبدیل شدند. امپراتور بازنشسته در ابتدا دارای رتبه بسیار بالایی بود و تقریباً هم مقام با امپراتور در نظر گرفته می‌شد. با این حال، امپراتور ساگا پس از آموختن درسی از حادثه کوسوکو، به وضوح بیان کرد که موقعیت امپراتور بازنشسته و امپرانور زمانی که او از تاج و تخت کناره‌گیری کرد، متفاوت بود، و گفته می‌شود که موقعیت و نفوذ امپراتور بازنشسته از آن زمان ضعیف تر شد. به همین ترتیب، قدرت زنان درباری معروف به نایشی-نو-کامی که در اختیار فوجیوارا نو کوسوکو بود، تضعیف شد و کورودو (مقام منشی در دربار امپراتوری) به جای آنها نقش فعالی ایفا کرد.
پس از آن، امپراتور ساگا کبیشی را تأسیس کرد که مأموران امنیتی مسئول حفظ نظم عمومی در کیوتو بودند.

### افزایش قدرت فوجیوارا هوکه
دوران امپراتور کانمو، امپراتور هی‌زی و امپراتور ساگا نیز زمانی بود که دربار امپراتوری و خاندان امپراتوری در جنگ قدرت با خاندان فوجیوارا قرار داشتند. خاندان فوجیوارا شیکی همراه با فوجی‌وارا نو کوسوکو و برادرش فوجی‌وارا نو ناکاناری قدرت را در دست داشت، اما به دلیل حادثه کوسوکو قدرت آنها سقوط کرد. فوجیوارا هوکه که توسط دومین پسر فوجیوارا نو فوهیتو، فوجیوارا نو فوساساکی تأسیس شد، بر حادثه کوسوکو غلبه کرد و با تبدیل شدن به فوجیوارا نو فویوتسوگو به معتمد امپراتور ساگا شد. پس از آن، فوجیوارا هوکه عمیقاً درگیر سیاست شدند و اولین گام‌ها را به سمت سیاست فوجیوارا خاندان‌های سکه در دوره هی‌آن برداشتند.

### تصویرسازی از کوسوکو به عنوان «زن شرور»
برای مدت طولانی، اعتقاد بر این بود که دلیل درگیری امپراتور بازنشسته هی‌زی با امپراتور ساگا و در نهایت اعلام انتقال پایتخت، به دلیل تحریک فوجیوارا نو کوسوکو، که مورد علاقه او بود، و برادر بزرگترش، فوجیوارا نو ناکاناری بود. گفته می‌شود که به همین دلیل نام آن را «حادثه کوسوکو» گذاشته‌اند. با این حال، با پیشرفت تحقیقات تاریخی، این نظریه که فوجیوارا کوسوکو آنقدر که تصور می‌شود بد نبوده، رایج شده است. علاوه بر این، اعتقاد بر این است که امپراتور بازنشسته هی‌زی کسی نبود که بتواند توسط دستیاران نزدیک خود تحت نفوذ واقع شود، بلکه خود او می‌خواست به قدرت بازگردد و به‌طور مستقل عمل می‌کرد. به عبارت دیگر، این احتمال وجود دارد که فوجیوارا نو کوسوکو به زنی بدتر از حد واقع تبدیل شده باشد تا از بدگویی نسبت به امپراتور جلوگیری شود. بر اساس این نظریه، حادثه کوسوکو در حال حاضر «حادثه امپراتور بازنشسته هی‌زی» نیز نامیده می‌شود.